# 6131 Towen
6131 Towen eller 1990 OO3 är en asteroid i huvudbältet som upptäcktes den 27 juli 1990 av den amerikanske astronomen Henry E. Holt vid Palomarobservatoriet. Den är uppkallad efter amerikanen Tobias C. Owen.